# Canthyloscelis balaena
Canthyloscelis balaena är en tvåvingeart som beskrevs av Anthony Michael Hutson 1977. Canthyloscelis balaena ingår i släktet Canthyloscelis och familjen reliktmyggor. Inga underarter finns listade i Catalogue of Life.